# Élősködő

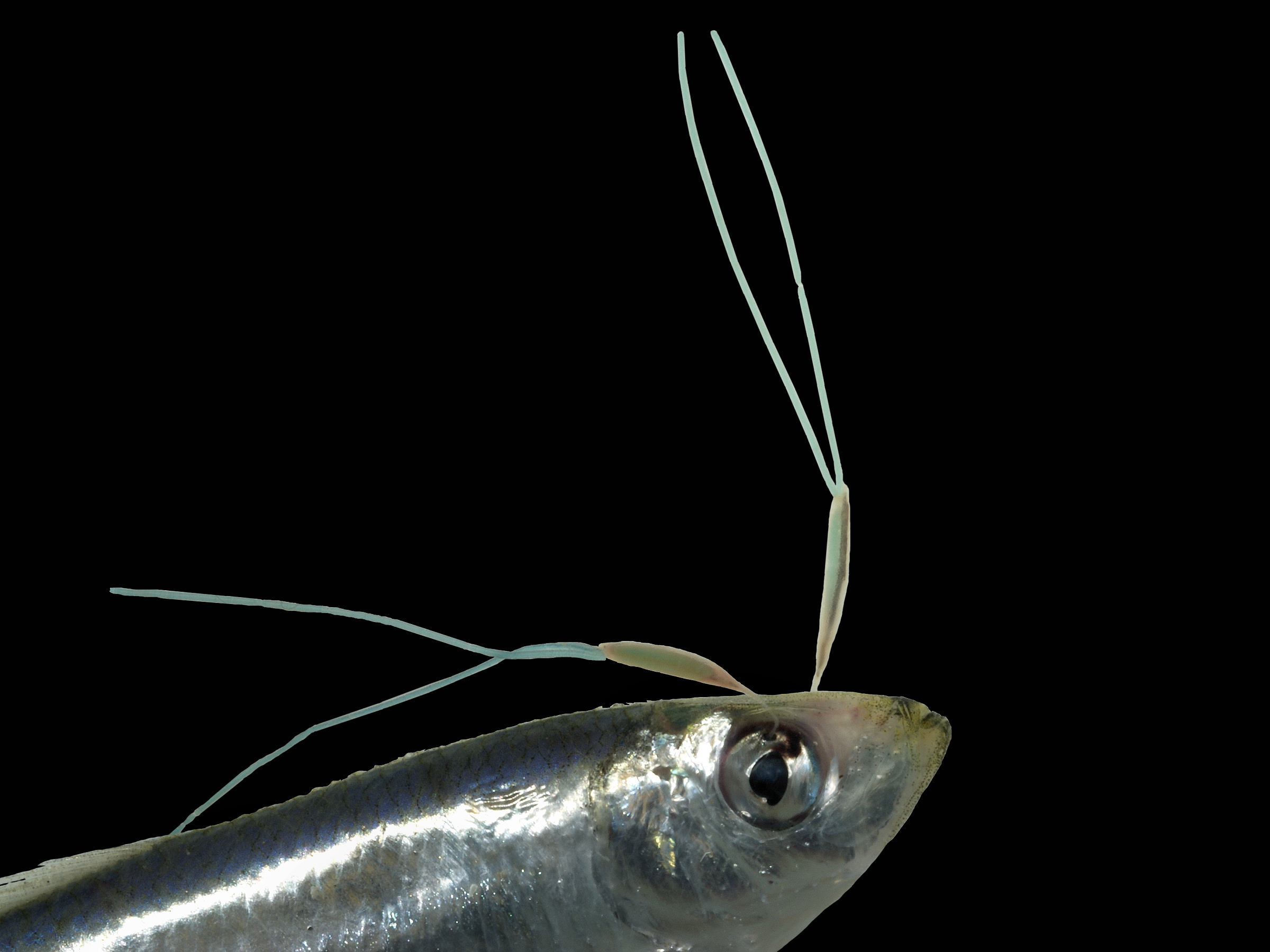
Két élősködő rák: számukra ez a hal a gazdaegyed, ami habitat, táplálékforrás és természetes ellenség is egyben

Az élősködő vagy parazita (régiesen: élősdi) egy másik faj (a gazdafaj) élő egyedeinek testében vagy testfelszínén él, és annak testéből táplálkozik. A paraziták ártanak a megfertőzött gazdaegyednek, csökkentik annak túlélési és szaporodási esélyeit, de rendszerint nem ölik meg azokat. 
A gazda testének belsejében élnek az endoparazita, a test felszínén pedig az ektoparazita fajok. A gazda egy-egy sejtjén belül élő endoparaziták az ún. intracelluláris paraziták. Az élősködők tanulmányozásával a parazitológia foglalkozik. Növényeknél beszélünk holoparazitáról vagy teljes parazitáról (teljes élősködőről), amelyik másodlagosan fotoszintézis nélküli életmódot folytat, illetve hemiparazitáról vagy félparazitáról (félélősködőről), amelyik fotoszintetizál ugyan, de a gazdanövénytől is szív el erőforrásokat.
Léteznek fakultatív és obligát paraziták, aszerint, hogy a parazita életmód mennyire kötelező az élőlényre nézve.
Madarak körében ismeretes a fészekparazitizmus vagy költésparazitizmus fogalma is, amely olyan szaporodási stratégiát jelent, amelyben a valódi szülő idegen madár – jellemzően más faj – fészkébe csempészi bele a tojását, arra bízza a tojás kiköltését és a kikelő fióka felnevelését. A fészekparazitizmusnak is ismert fakultatív és obligát változata is.
Átvitt értelemben, erősen pejoratív jelleggel a másokat kihasználó embert is élősködőnek mondják.

## Az élősködő életmód
A parazitizmus a fajok közti kölcsönhatások egyik formája, a fajokat azonban egy adott élőhelyen konkrét populációk képviselik. A különféle populációk közt sokféle kölcsönhatás lehetséges, ilyen például ragadozó-préda, a parazita-gazda, a parazitoid-gazda, valamint a szimbionta partnerek közti kapcsolat. A fajok közti kapcsolatok ilyen csoportosítása nyilván csak egy közelítés, a természetben átmeneti formák és az egyes kategóriákba be nem sorolható életmódok is megfigyelhetők.
Az élősködő az életciklusának jelentős részét a gazdaegyeden (gazdaegyedben) éli, abból táplálkozik, csökkenti annak túlélési és szaporodási esélyeit (tehát virulens), esetleg tünetekkel jellemezhető betegséget is okozhat (tehát patogén is lehet). Az élősködők rendszerint nem ölik meg a gazdát. A parazita-gazda kapcsolat tehát hosszas, „intim”, egyedi kapcsolat. 
A gazdafaj típusa szerint megkülönböztetünk növényi és állati élősködőket. 
Növényi élősködők például a lepkék, hiszen lárváik, a hernyók, rendszerint egyetlen növényegyeden fejlődnek. A növényi élősködők populáció-növekedését főként nem maga a gazdanövény, hanem parazitoidok és ragadozók korlátozzák. 
Állati élősködők például a bélférgek és tetvek, hiszen rendszerint ezek is hosszan kötődnek a gazdaegyedhez. E kapcsolat szorosabb, mint a növény-növényi élősködőkapcsolat, mert populációnövekedésüket leginkább a gazda védekezési reakciói limitálják. Az állati paraziták számára a gazdaegyed élőhely, táplálékforrás és természetes ellenség is egyben.
Közvetlen fejlődési ciklust mutatnak azok az élősködők, melyek teljes fejlődési ciklusukat meg tudják valósítani egyetlen gazdafajon élve. Ilyenek például a tetvek.
Sok parazita mutat közvetett fejlődési ciklust, e fajok különböző fejlődési alakjai különböző gazdafajokban fejlődnek. Ilyenek például a Plasmodium, a galandférgek, és a buzogányfejű férgek. Esetükben köztigazdának hívjuk azt a fajt, amelyben az ivartalan fejlődési folyamatok zajlanak, és végleges gazdának hívjuk azt, amelyben az ivaros fejlődési folyamatok zajlanak.
A harmadik lehetőség, hogy a faj egy bizonyos életszakaszában nem függ semmilyen gazdaszervezettől, hanem például a talajban fejlődik (pl. orsóférgek, ostorférgek). Sok rovar csak lárvaként folytat élősködő életmódot (például a növényélősködő lepkék és gubacsdarazsak, vagy az állati élősködő selymes döglégy), más rovarok viszont csak kifejlett korukban élősködnek, mint a Carnus hemapterus és a kullancslegyek.

## Parazitizmus-szimbiózis átmeneti formák
Két faj közötti kapcsolat természetesen nem minden időszakban és nem minden élőhelyen azonos jellegű. Elképzelhető, hogy egy növényfaj és a gyökereihez kapcsolódó mikorrhizagombák kapcsolata szimbiózisnak bizonyul egy szárazabb időszakban vagy szárazabb élőhelyen, amikor a gombák által szolgáltatott többlet vízmennyiség nagy érték a növények számára, és ugyanez a kapcsolat parazitizmus jellegű máskor vagy máshol, bőséges vízellátás esetén.

## Néhány ismert élősködő
Élősködő gombák
- Ajellomyces (emberen)
- Anyarozs (rozson)
- Coccidioides (emberen)
- Cochlonema verrucosum (amőbákban)
- Cordyceps (rovarokon), (gombákon)
- Cryptococcus (emberen)

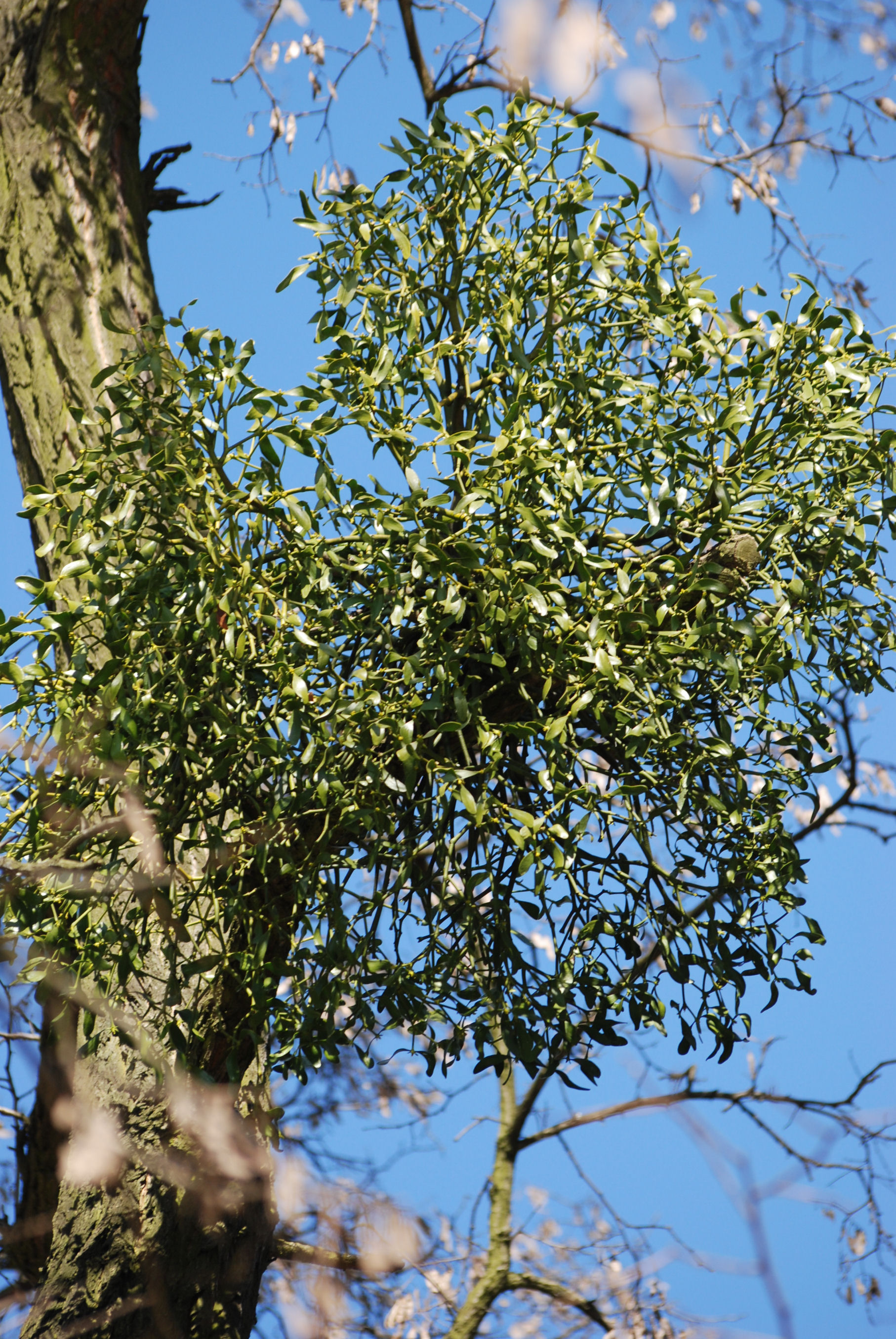
Fehér fagyöngy (Viscum album), növényeken élősködő növény

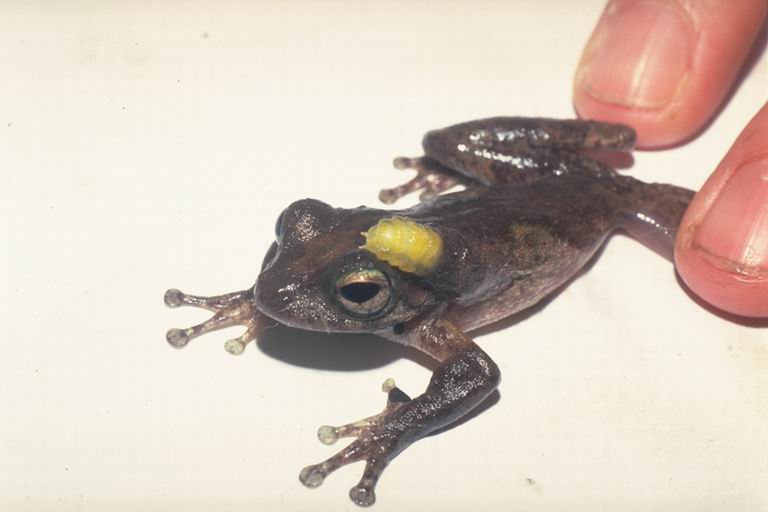
Egy trópusi békán élősködő légylárva

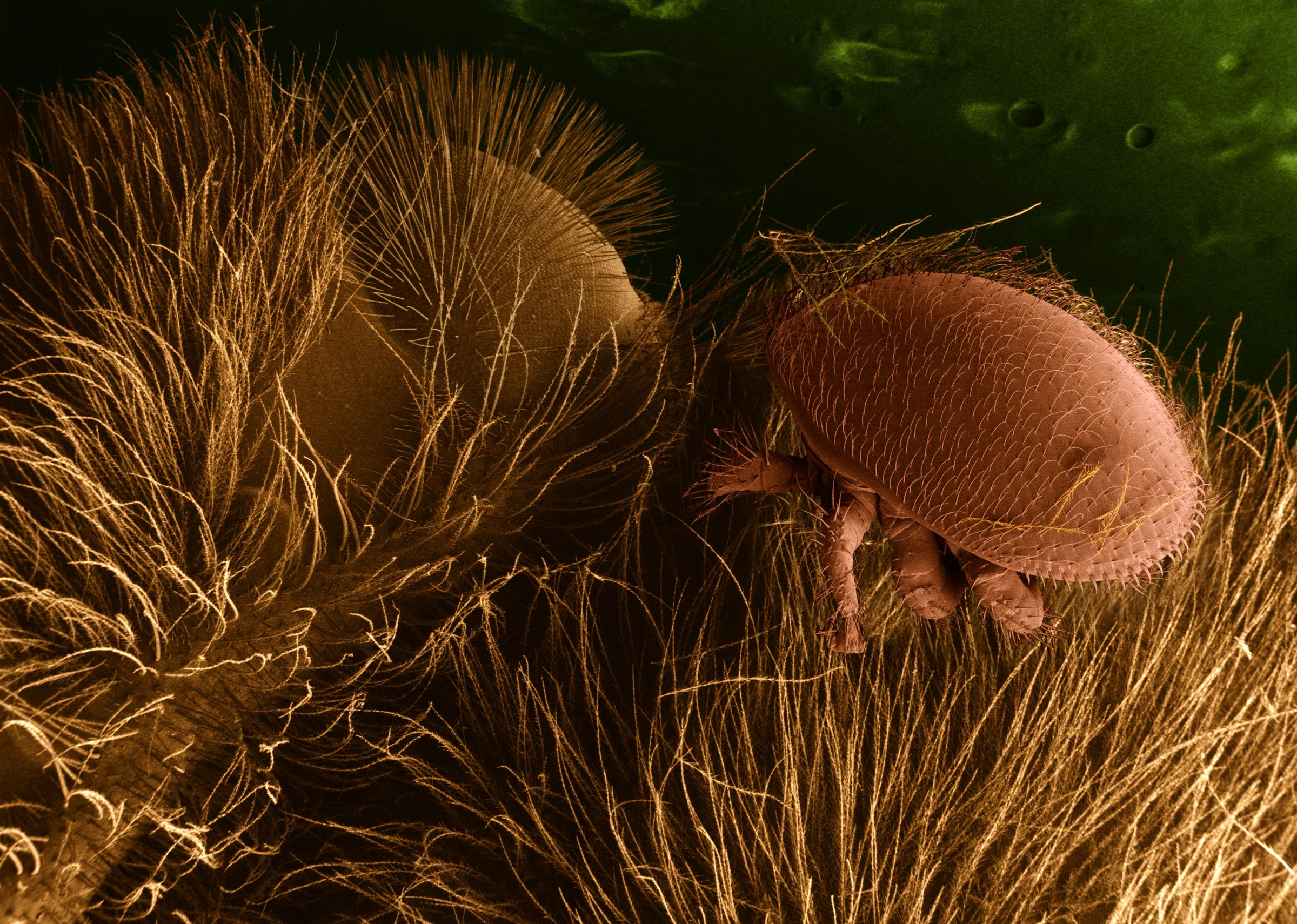
Ázsiai méhatka egy méh lábán pásztázó elektronmikroszkóp alatt

- Kisspórások (Microsporidia), köztük pl.: Nosema apis (házi méhben), Encephalitozoon cuniculi (rágcsálókban és házi nyúlban)
- Pneumocystis carinii (emberi tüdőben)

Növényeken élősködő növények
- Aranka fajok
- Fehér fagyöngy
- Kónya vicsorgó
- Sárga fagyöngy
- Szádorgók

Állatokon vagy emberen élősködő állatok
- Ázsiai méhatka
- Bagócslegyek
- Bolhák
- Buzogányfejű férgek
- Carnus hemapterus
- Cymothoa exigua
- Entamoeba histolytica
- Féregatkák
- Galandférgek
- Haltetvek
- Vámpírhal
- Kullancsok
- Lapostetű
- Májmétely
- Nyálkaspórások
- Legyezőszárnyúak
- Orratkák
- Orsóférgek
- Rágótetvek
- Ruhatetű
- Rühatkák
- Selymes döglégy
- Szőrtüszőatkák
- Toxoplasma gondii
- Tetvek
- Trichina
- Vaksi méhtetű
- Vérmételyek